# دراکولا (فیلم ۱۹۶۸)
«دراکولا» (انگلیسی: Dracula) یک نمایش‌نامه تلویزیونی به کارگردانی پاتریک درومگول محصول سال ۱۹۶۸ است.
این فیلم در تاریخ ۱۸ نوامبر ۱۹۶۸ از شبکه آی‌تی‌وی پخش شده‌است.